# Il rifugio (opera teatrale)
Il rifugio (The Hollow) è un'opera teatrale di Agatha Christie, esordita a Cambridge nel 1951 e tratta dal suo romanzo Poirot e la salma (1946)

## Trama

### Atto I
Nel pomeriggio di un venerdì all'inizio di settembre, Henrietta Angkatell lavora a una scultura, mentre suo cugino Sir Henry Angkatell, il padrone di casa, legge il giornale. Lucy Angkatell, la moglie di Henry, si lamenta delle talpe nel giardino e spera che gli ospiti che arriveranno a breve per il weekend non le noteranno. Il primo ospite ad arrivare è Midge Hardcastle, un'altra cugina degli Angkatell, che insieme ai parenti si ferma a ricordare con affetto Ainswick, una tenuta in cui Lucy abitava durante l'infanzia. Gudgeon, il maggiordomo, fa entrare il secondo ospite, Edward Angkatell, anche lui cugino del padrone di casa e un tempo abitante di Ainswick. La tensione tra i personaggi è palpabile: Midge è innamorata di Edward, che a sua volta è innamorato di Henrietta. Gli ultimi ospiti ad arrivare sono John e Gerda Cristow, un dottore e sua moglie, ed Henrietta consegna alla donna una statuette per cui lei aveva fatto da modella. La statuetta non piace però a John e Sir Henry, per evitare un litigio, informa gli ospiti che la star del cinema Veronica Craye al momento vive nelle vicinanze, in un cottage noto come Dovecotes. John rivela ad Henrietta di avere avuto una relazione con Veronica, anche se presto si scopre che ora sono proprio John ed Henrietta ad avere una relazione clandestina alle spalle di Gerda. I due vengono colti in flagrante da Edward, che prova a convincere la donna a tornare con lui ad Ainswick, ma la giovane rifiuta. Mentre gli ospiti si preparano per la cena, Sir Henry e Midge discutono di soldi: Midge naviga in cattive acque finanziare, ma rifiuta il sostegno economico del cugino. Mentre gli Angkatell e i Cristow si riuniscono per cena, Veronica Craye fa un'apparizione a sorpresa, lamentandosi che il suo cottage ha avuto un black out e chiedendo in prestito dei fiammiferi. Mentre Gudgeon va in cerca di fiammiferi per la diva, Veronica nota John e ricorda la loro vecchia relazione davanti a tutti, prima di chiedergli di unirsi a lei dopo cena. John accetta e Veronica lascia The Hollow mentre gli ospiti e i padroni di casa si accingono a cenare.

### Atto II
È sabato mattina e mentre John va in cerca di Henrietta, Lucy rivela a Midge di averlo visto rincasare alle tre di notte. Sir Henry chiede a Midge di unirsi a lui e la moglie (esperta tiratrice) al poligono di tiro. Veronica torna a The Hollow ed interrompe John mentre scrive delle lettere e gli confessa di essere stata lei a mandargli la missiva che John aveva ricevuto alcune opere prima: Veronica è ancora innamorata di John e ha preso casa in zona proprio per riavvicinarsi a lui. John tuttavia rigetta le sue advances, affermando di essere soddisfatto del suo matrimonio e dichiarandosi pentito di quanto successo con Veronica la notte prima. La diva, incollerita, lascia The Hollow, non prima di avergli rivolto le parole minacciose: "Se non ti posso avere io, nessun'altra ti avrà". John, rimasto solo in scena, sente degli spari in lontananza dal poligono ed esce per investigare, solo per rientrare in scena poco dopo ferito mortalmente. Gerda è la prima a trovare l'uomo morente e l'arma del delitto, un revolver lasciato lì vicino, e tutti accorrono in suo aiuto dopo aver sentito le sue urla, appena in tempo per sentire John mormorare "Henrietta" prima di spirare.
L'ispettore Coquelhoun, un detective di Scotland Yard, arriva a The Hollow per indagare sull'omicidio. Lucy ed Edward si sono convinti che l'assassina sia Gerda, in quanto la donna è stata trovata con un revolver in mano davanti al cadavere del marito, mentre Henrietta difende la neo-vedova. Le prove sono innegabilmente contro di lei e lo stesso ispettore Coquelhoun le suggerisce di trovarsi un avvocato prima di fare dichiarazioni. Gerda rifiuta il consiglio e accetta di rispondere alle domande dell'investigatore, che le chiede se ci fossero motivi di conflitto tra lei e il defunto marito. Tutti i presenti sanno delle numerosi relazioni clandestine di John, la cui morte porta Henrietta a una crisi nervosa. Edward continua a provare sentimenti per Henrietta, con grande dolore di Midge e Lucy stessa desidera che Edward sposi Henrietta, così che Casa Ainswick rimanga in famiglia. Con l'arrivo del sergente Penny gli interrogatori riprendono e Midge finge di non aver saputo niente dei tradimenti di John, anche se conferma che le ultime parole dell'uomo sono state per Henrietta. Rimasti soli, i poliziotti si confrontano su quanto hanno sentito: Edward ha negato categoricamente che John abbia pronunciato il nome di Henrietta, mentre Sir Henry e Midge hanno invece riportato le ultime parole del morto. Al suo ritorno, Henrietta risponde con onestà all'ispettore e ammetta la sua relazione con John, sostenendo inoltre che Gerda era all'insaputa di tutto. Veronica arriva a The Hollow affermando di aver appena saputo del delitto: in quel momento Gudgeon afferma di aver trovato la borsetta della diva sul divano e quando si scopre che essa contiene una pistola l'attrice rifiuta di rispondere alle domande della polizia senza un avvocato.

### Atto III
È domenica mattina e Coquelhoun e Penny, tornati a The Hollow, discutono davanti al quadro di Ainswick sul valore della proprietà che spetterà all'erede. Doris, la cameriera in prova degli Angkatell, rivela alla polizia di aver visto Gudgeon con una pistola il giorno dell'omicidio. Sir Henry viene interrogato circa la sua collezione d'armi da fuoco e l'aristocratico ammette che la pistola ritrovata nelle mani di Gerda appartiene a lui, che la stava usando al poligono prima della sua misteriosa sparizione. Coquelhoun afferma che gli studi balistici hanno dimostrato che la pistola in questione non è l'arma del delitto e Sir Henry scopre che un secondo revolver è scomparso: il revolver ritrovato nella borsetta di Veronica. Gudgeon intanto conferma le parole di Doris, affermando di aver riportato la pistola al suo posto dopo averla trovata in giro per casa; Lucy però interrompe l'interrogatorio e afferma che il maggiordomo sta solo cercando di coprirla: la pistola era nel paniere che si era portata al poligono, anche se la moglie del padrone di casa afferma di non sapere il perché. Rimasti da soli, Edward e Midge entrano in intimità e l'uomo finalmente dimostra sentimenti per la donna e le chiede di sposarlo. Lucy è deliziata dalla notizia, ma Midge comincia a dubitare della sincerità di Edward, temendo infatti che l'uomo le abbia fatto la proposta per nascondere i sentimenti che nutriva (o nutre ancora) per Henrietta, che potrebbero essere stati un motivo di gelosia e un movente per l'assassinio di John. Midge si convince di questa ipotesi e lascia Edward che, ferito, medita il suicidio. Resasi conto che i sentimenti dell'uomo sono genuini, Midge si riconcilia con Edward.
Un'ora più tardi Gerda ed Henrietta discutono concitate e la più giovane chiede alla vedova cosa ha fatto della fondina della pistola, l'unica prova che le collega al delitto. Gerda finge di non sapere nulla, ma poi confessa che i suoi resti sono nella borsetta e che ha deciso di uccidere John dopo averlo visto con Veronica. Mentre Henrietta prepara del tè per calmare i nervi di Gerda, la vedova prende una fiala di veleno e ne versa il contenuto nel drink della scultrice. Ma Henrietta, rientrata prima del previsto, ha notato il gesto di Gerda e afferma ad alta voce che prenderà una tazza di tè invece di finire lo sherry che stava bevendo. Gerda allora prende la pistola, ma l'ispettore Coquelhoun entra e gliela confisca. Dopo aver sentito che Veronica non sarà fermata per l'omicidio, Gerda ha una crisi isterica e comincia a chiamare il nome del marito. L'ispettore cerca di calmarla offrendole una tazza di tè e Gerda la beve, non accorgendosi che è proprio quella che lei stessa ha avvelenato. Henrietta ritorna e rivela la verità all'ispettore, che aveva già dedotto tutto e che chiama la polizia.

## Genesi e debutto
Agatha Christie afferma nella sua autobiografia di aver scritto The Hollow sull'onda del successo di Dieci piccoli indiani, grazie al quale si era convinta di avere il potenziale di aver successo non solo come romanziera, ma anche come drammaturga (la Christie non accenna però ai suoi due lavori teatrali precedenti, Assassinio sul Nilo e Appuntamento con la morte, entrambi andati in scena con scarso successo). Nel riadattare Poirot e la salma per il teatro, la Christie decise di eliminare proprio il personaggio dell'eponimo investigatore, ritenendo infatti che la presenza di Poirot avesse rovinato il romanzo e decidendo di correggere il presunto errore nella resa teatrale. Le parti dei due poliziotti furono quindi modificate per compensare all'assenza di Poirot e i due agenti di Scotland Yard furono ribattezzati Colquohoun e Penny, invece di chiamarsi Grande e Clark come del romanzo.
La Christie diede i diritti dell'opera a Peter Saunders, un giovane impresario teatrale che aveva recentemente perso grandi somme di denaro con un fallimentare adattamento teatrale de La nube avvelenata di Arthur Conan Doyle. Il rifugio debuttò all'Arts Theatre di Cambridge il 10 febbraio 1951 mentre la Christie si trovava in Iraq con il marito Max Mallowan; dopo otto settimane di tour delle province, Il rifugio esordì sulle scene londinesi al Fortune Theatre il 7 giugno 1951, con grande plauso di critica. Il successo dell'opera fu tale che Il rifugio fu trasferito nel più capiente Ambassadors Theatre dall'8 ottobre dello stesso anno e rimase in cartellone per un totale di undici mesi, ossia 376 rappresentazioni. Maria di Teck, regina consorte e moglie di Giorgio V, assistette a una replica del dramma e rimase così favorevolmente colpita da andare a trovare il cast dietro le quinte durante l'intervallo.

## Edizioni italiane
- Agatha Christie, Tutto il teatro, traduzione di Edoardo Ebra, Oscar Mondadori, 2014,  p. 1350.